# The Traveling Salesman (film fra 1921)
The Traveling Salesman er en amerikansk stumfilm fra 1921 af Joseph Henabery.

## Medvirkende
- Roscoe Arbuckle som Bob Blake
- Betty Ross Clarke som Beth Elliott
- Frank Holland som Franklin Royce
- Wilton Taylor som Martin Drury
- Lucille Ward som Mrs. Babbitt
- Jim Blackwell som Julius
- Richard Wayne som Ted Watts